# Портленд (Північна Дакота)
Портленд (англ. Portland) — місто (англ. city) в США, в окрузі Трейлл штату Північна Дакота. Населення — 578 осіб (2020).

## Географія
Портленд розташований за координатами 47°29′57″ пн. ш. 97°22′10″ зх. д. / 47.49917° пн. ш. 97.36944° зх. д. (47.499300, -97.369328).  За даними Бюро перепису населення США в 2010 році місто мало площу 2,22 км², уся площа — суходіл.

## Демографія
Згідно з переписом 2010 року, у місті мешкало 606 осіб у 279 домогосподарствах у складі 170 родин. Густота населення становила 272 особи/км².  Було 297 помешкань (134/км²).
Расовий склад населення:
| - 95,0 % — білих - 1,5 % — корінних американців - 0,7 % — чорних або афроамериканців - 0,5 % — азіатів - 1,3 % — осіб інших рас |

До двох чи більше рас належало 1,0 %. Частка іспаномовних становила 2,6 % від усіх жителів.
За віковим діапазоном населення розподілялося таким чином: 21,3 % — особи молодші 18 років, 53,5 % — особи у віці 18—64 років, 25,2 % — особи у віці 65 років та старші. Медіана віку мешканця становила 45,9 року. На 100 осіб жіночої статі у місті припадало 94,2 чоловіків;  на 100 жінок у віці від 18 років та старших — 95,5 чоловіків також старших 18 років.
Середній дохід на одне домашнє господарство  становив 50 468 доларів США (медіана — 47 361), а середній дохід на одну сім'ю — 65 255 доларів (медіана — 64 000). Медіана доходів становила 47 000 доларів для чоловіків та 31 154 долари для жінок. За межею бідності перебувало 24,4 % осіб, у тому числі 44,2 % дітей у віці до 18 років та 27,1 % осіб у віці 65 років та старших.
Цивільне працевлаштоване населення становило 289 осіб. Основні галузі зайнятості: освіта, охорона здоров'я та соціальна допомога — 29,8 %, роздрібна торгівля — 17,6 %, сільське господарство, лісництво, риболовля — 10,7 %, будівництво — 8,3 %.